# パルヴィーズ (ムガル皇子)
パルヴィーズ（Parviz, 1586年10月12日 - 1626年10月18日）は、ムガル帝国の第4代皇帝ジャハーンギールの次男。第5代皇帝シャー・ジャハーンの兄でもある。

## 生涯
1586年10月12日、ムガル帝国の皇帝ジャハーンギールの息子として生まれた。
兄フスローが父帝に対し反乱を起こして虜囚とされていたため弟達と共に後継者候補の一人とみなされたが、1626年10月18日、父帝より早くにパルヴィーズはブルハーンプルで死亡し、その遺体はアーグラに埋葬された。